# Dwór na kopcu
Dwór na kopcu – rodzaj drewnianego dworu wzniesionego w miejscu obronnym i otoczonego urządzeniami obronnymi. Nazywane też fortalicjami, zazwyczaj w przekazach pisanych.
Dwory tego typu składały się zazwyczaj z właściwego budynku dworu, zlokalizowanego na przeważnie sztucznie usypanym kopcu ziemnym, czasem otoczonym też fosą, gdzie sam budynek otoczony był jeszcze palisadą. Budynki dworskie posiadały małe okna, przypominające strzelnice, a wszelkie drzwi i wrota były często wzmacniane. Wznoszone były od XIII do XVIII w. i do dzisiejszych czasów nie zachował się ani jeden.

## Literatura
- Szymon Wrzesiński, "Zapomniane miejsca powiatu lwóweckiego. Zamki, dwory i pałace", Lwówek Śląski 2004.
- Leszek Kajzer, "Archeologiczny rodowód dworu", Łódź 1988
- Leszek Kajzer, "Zamki i dwory obronne w Polsce Centralnej", Warszawa 2004.
- S. Kołodziejski, "Średniowieczne rezydencje obronne możnowładztwa na terenie województwa krakowskiego", Kraków 1994.
- A. Nierychlewska, "Budownictwo obronne powiatu radomskiego w okresie od XIII do XVIII wieku", Radom 2002.
- Michał Bugaj, "Relikty obronnych, drewniano-ziemnych siedzib rycerskich i możnowładczych w krajobrazie rzecznym województwa śląskiego w aspekcie konserwatorskim", Katowice 2015:  https://www.academia.edu/20094765/Relikty_obronnych_drewniano-ziemnych_siedzib_rycerskich_i_moznowladczych_w_krajobrazie_rzecznym_wojewodztwa_slaskiego_w_aspekcie_konserwatorskim